# رد باترز (وایومینگ)
رد باترز (به انگلیسی: Red Buttes) یک منطقهٔ مسکونی در ایالات متحده آمریکا است که در شهرستان آلبانی، وایومینگ قرار دارد.